# Bidet

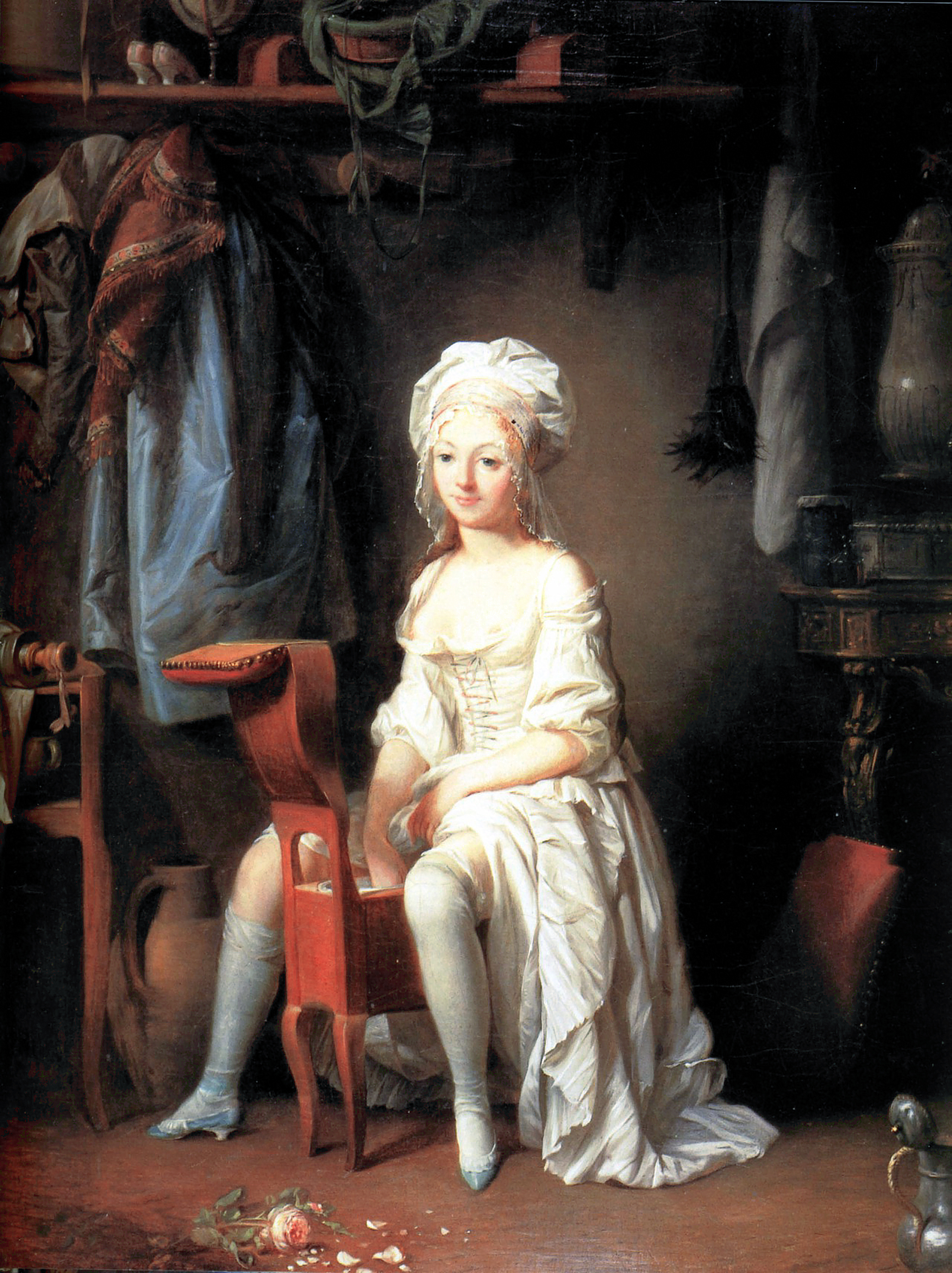
Dáma na bidetu, obraz Louise Leopolda Boilly, Paříž kolem 1780

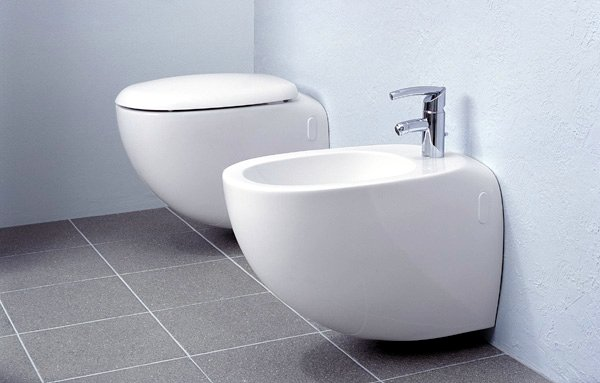
Bidet vedle splachovacího záchoda

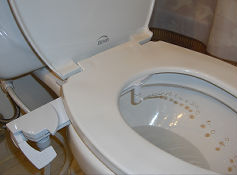
Doplňkový bidet

Bidet je nízko umístěný typ umyvadla nebo vaničky, uzpůsobený pro omývání vnějšího genitálu a řitního otvoru. Zpravidla je využíván po použití záchodu – po vyprázdnění (močení nebo defekaci) – nebo při intimní hygieně ženy při menstruaci.

## Historie
Slovo bidet pochází ze staré francouzštiny, kde označuje poníka a slovesem bider se rozumí jízda na poníku. Toto označení je odvozeno od skutečnosti, že původní bidety byly přenosné, měly (dřevěnou) konstrukci podobnou koni a velikost jako tato malá rasa koně. Vynález bidetu se klade do Francie na královský dvůr a datuje se mezi léta 1710–1715, jeho vynálezcem byl pravděpodobně Christoph Des Rosiers. K prvním uživatelům patřili král Ludvík XV. a bidet si zvláště oblíbila madam Pompadour. Ve svých pamětech o tom napsal vévoda Louis de Rouvroy de Saint-Simon, který pobýval na královském dvoře ve Versailles i v Louvru. Francouzi věnovali tradičně své hygieně největší péči.
Okolo roku 1890 se díky pokroku instalatérství v rozvodu vodovodních trubek po domě bidet přesunul z ložnice do koupelny, přestal být typem sedacího nábytku a zařadil se do sortimentu sanitární keramiky.

## Kombinace bidetu a klozetu
Roku 1960 začala výroba bidetu spojeného se záchodovou mísou, což je výhodné pro domácnosti, které v koupelně nemají dostatek volného prostoru pro oddělený záchod a bidet. Bidetová tryska je zabudována přímo v límci klozetové mísy a ovládá se pákovou baterií umístěnou vedle klozetu na zdi.

## Rozšíření bidetu ve světě

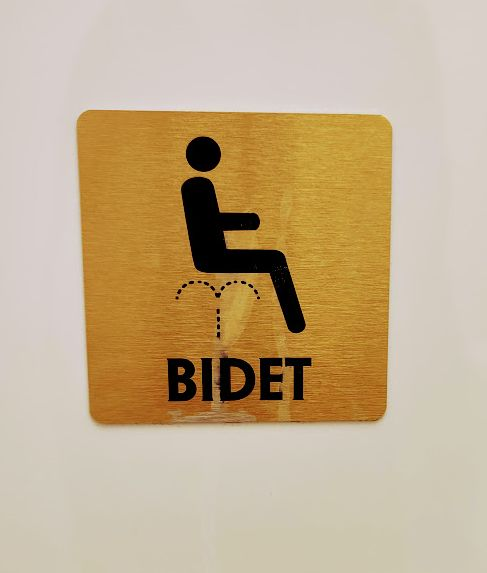
Piktogram na toaletě pro návštěvníky; Národní muzeum v Praze

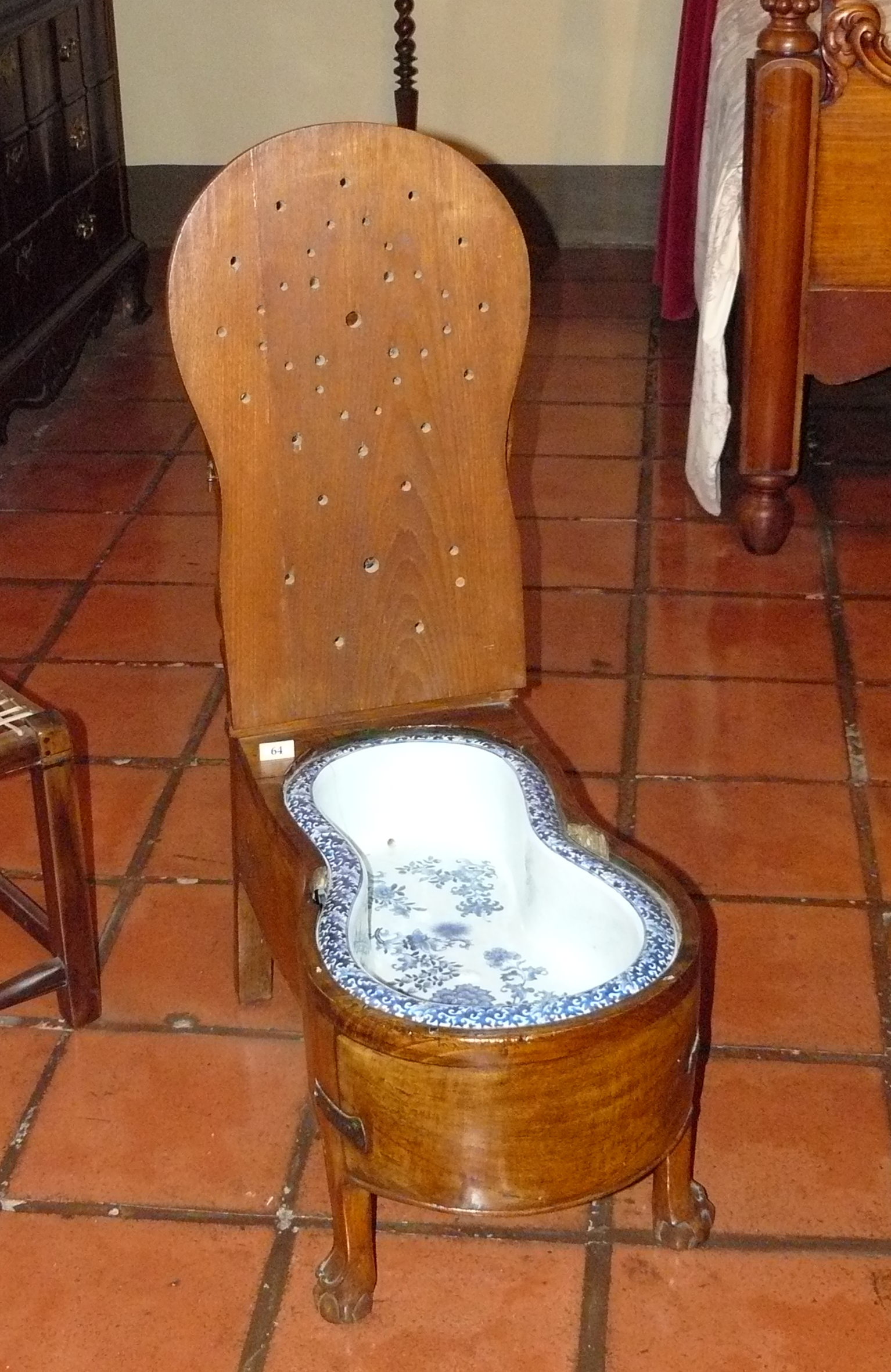
Přenosný nizozemský bidet z 19. století s porcelánovou vaničkou, součást nábytku v ložnici

Bidet je v posledních desetiletích běžnou součástí vybavení koupelen nebo toalet v jihoevropských zemích, zejména Řecko, Itálie, Španělsko, Francie a Portugalsko, dále ve Středozemí (například v Izraeli) a na Středním Východě (některé arabské země, například Kuvajt, ve Spojených arabských emirátech Dubaj). V Latinské Americe je bidet rozšířen v Argentině a Uruguayi (až v 90 % domácností). V Asii, zejména v islámských zemích (Turecko), je bidet – resp. jeho kombinace s klozetovou mísou – běžný jak v domácnostech, tak na veřejných toaletách. Na Dálném Východě asi nejvyspělejší je Japonsko, kde je běžné umístění klasického bidetu i na toaletách veřejných.
- V Česku je bidet v domácnostech rozšířen poměrně málo, zejména z prostorových důvodů. Patří však stále častěji k vybavení hotelových koupelen i toalet v nově rekonstruovaných muzeích (například od roku 2020 v Národním muzeu v Praze, od roku 2019 na dámské toaletě v Uměleckoprůmyslovém muzeu v Praze).

Pro návštěvníky z cizích zemí, kteří toto zařízení neznají a hrozí, že by se z bidetu chtěli napít, se na stěnu instaluje piktogram.

## Bidety v současnosti
Jedním z nejvýraznějších vývojových kroků je v posledních letech moderní elektronický bidet. Tento typ je vybavený funkcemi, jako je nastavitelný proud vody, ohřívání sedátka, sušení teplým vzduchem nebo dokonce automatické čištění trysky. Některé modely zahrnují i dálkové ovládání nebo senzorové systémy, které optimalizují používání a zajišťují maximální hygienu. Na trhu jsou dnes dostupné různé modely, které je možné vybrat přesně dle preferencí uživatele.

## Bidety a ekologie
Bidety jsou dnes populární také proto, že snižují spotřebu toaletního papíru. V papírnách se navíc k bělení používají chemikálie s chlorem. To vytváří škodlivé směsi, které končí často v odpadních vodách. Používání toaletního papíru tak negativně ovlivňuje faunu a floru. Pro výrobu 1 kg toaletního papíru (asi 13 roliček) je zapotřebí 300 litrů vody. Spotřeba vody při používání bidetu je v porovnání s tímto pouze kolem jednoho litru za minutu (v závislosti na konkrétním typu bidetu). Lidé, kteří se zajímají o vliv jejich aktivit na životní prostředí, i z tohoto důvodu volí pro své domácnosti bidet.